# 활극대사
"활극대사"는 한국에서 제작된 김효천 감독의 1971년 영화이다. 박노식 등이 주연으로 출연하였고 성동호 등이 제작에 참여하였다.

## 출연

### 주연
- 박노식
- 최무룡